# تینسل کری
تینسل کُری (انگلیسی: Tinsel Korey؛ زادهٔ ۲۵ مارس ۱۹۸۰) بازیگر اهل کانادا است.
از فیلم‌ها یا برنامه‌های تلویزیونی که وی در آن نقش داشته است می‌توان به گرگ و میش: ماه نو، گرگ و میش: کسوف، گرگ و میش: سپیده‌دم - قسمت اول و گرگ و میش: سپیده‌دم - قسمت دوم، سلول و گلوله اشاره کرد.

## زندگی و حرفه
پیش از عزیمت به ونکوور، تینسل کری، در برخی از تبلیغات ظاهر شده بود، در اواخر سال ۲۰۰۲ تصمیم گرفت به هالیوود نقل مکان کند اما "در مرز متوقف شد زیرا نتوانست ثابت کند که قصد بازگشت به کانادا را دارد. سپس به ونکوور رفت و از آن زمان تاکنون آنجا بوده است. "
در سال ۲۰۰۶، کری، نقش قربانی تجاوز جنسی را در مقابل کلوم کیت رنی در فیلم Unnatural & Accidental ایفا نمود و در سال ۲۰۰۸، به عنوان خواننده در جوایز ملی جوایز بومی کشور اجرا کرد.
کری در حال حاضر در لس آنجلس زندگی می‌کند.